# Пальмрайнський міст
47°36′03″ пн. ш. 7°35′34″ сх. д. / 47.600833333333° пн. ш. 7.5927777777778° сх. д.
Пальмрайнський міст (нім. Palmrainbrücke) — міст, що сполучає німецьке місто Вайль-на-Рейні та французьке місто Унінг, на  171,33 рейнському кілометрі. 
Посередині мосту проходить кордон між Німеччиною та Францією. 
Водночас міст є початковою точкою федеральної траси 532, яка має 2,5 км завдовжки та є однією з найкоротших у Німеччині.
У 1878 — 1937 рр. на цьому місці був залізничний, з 1979 року — автомобільний міст.

## Міст 1878 р.
Ще в 1863 році державні залізниці Великого Герцогства Баден мали намір побудувати ще один міст через Рейн біля Вайль-на-Рейні, щоб спрямувати залізничний трафік з Ельзасу через свою залізничну мережу. 
Однак лише в 1869 році було досягнуто домовленості з французькою Chemins de fer de l’Est про будівництво дерев'яного мосту. 
Проте через початок французько-прусської війни проект було призупинено.
13 травня 1874 року укладено державний договір між Великим Герцогством Баденом і Німецькою імперією, як новим власником державного суверенітету в Ельзасі, що до одноколійної залізниці Вайль-на-Рейні — Сен-Луї, довжиною 5,6 км, між Леопольдсгее (Вайль-на-Рейн) і Санкт-Людвіг (Сен-Луї). з новим мостом через Рейн, розрахованим на дві колії. 
Будівництво мосту почалося в червні 1875 року, а відкриття для експлуатації — 11 лютого 1878 року. 
20 травня 1890 року міст сполучений зі стратегічною залізницею Вайль-на-Рейні — Леррах. 
Міст через Рейн біля Унінгену мав три головні прольоти — 72 м та два прольоти — 36 м на західному березі. 
У 1905/06 роках була побудована друга частина північної колії. 
У 1919 році за Версальським договором міст став власністю Франції. 
У липні 1920 року було відновлено одноколійний трафік, а через два роки в Палмрейні урочисто відкрито нову спільну прикордонну станцію. 
Оскільки в наступні роки обсяг перевезень як пасажирського, так і вантажного транспорту різко скоротився, 3 квітня 1937 року трафік залізницею припинено. 
У тому ж році надбудови були демонтовані Францією. 
Пілони залишилися стояти.

## Міст 1979 р.
Міст відкрито 29 вересня 1979 року, є частиною федеральної траси 532, завдовжки 2,5 км, замінив поромне сполучення, яке було створено в 1947 році. 
Замовниками нового мосту були Федеративна Республіка Німеччина та департамент Верхній Рейн. 
Автомобільний міст, побудований в 1977-79 рр., має проїжджу частину шириною 7 метрів із двома смугами руху та тротуарами з обох боків. 
Об’єкти прикордонного контролю, які на середину 2020-х не використовуються, розташовані на французькій стороні. 
До завершення будівництва Мосту трьох країн наприкінці 2006 року Пальмрайнський міст був єдиним постійним перетином Рейну між Вайль-на-Рейні та Францією.
Попередньо напружений бетонний міст довжиною приблизно 289 м має чотири прольоти з довжиною прольотів в напрямку захід-схід 64,71 – 105 – 73,20 і 45,75 метри. 
Конструктивна система — суцільні балки в поздовжньому напрямку. 
Надбудова побудована, за винятком правого торцевого поля, з використанням консольної конструкції як балансира. Кесони колишнього залізничного мосту були використані для фундаментів двох опор з німецького боку. 
Нова опора з французької сторони має мілкозакладений фундамент, який споруджено у відкритому котловані, закріпленому шпунтовими стінами.